# Терица
Терица (рум. Tărâța) — село у повіті Бакеу в Румунії. Входить до складу комуни Пиржол.
Село розташоване на відстані 240 км на північ від Бухареста, 23 км на захід від Бакеу, 98 км на південний захід від Ясс, 127 км на північний схід від Брашова.

## Населення
За даними перепису населення 2002 року у селі проживали 997 осіб, усі — румуни. Усі жителі села рідною мовою назвали румунську.